# Пласа Мисерере

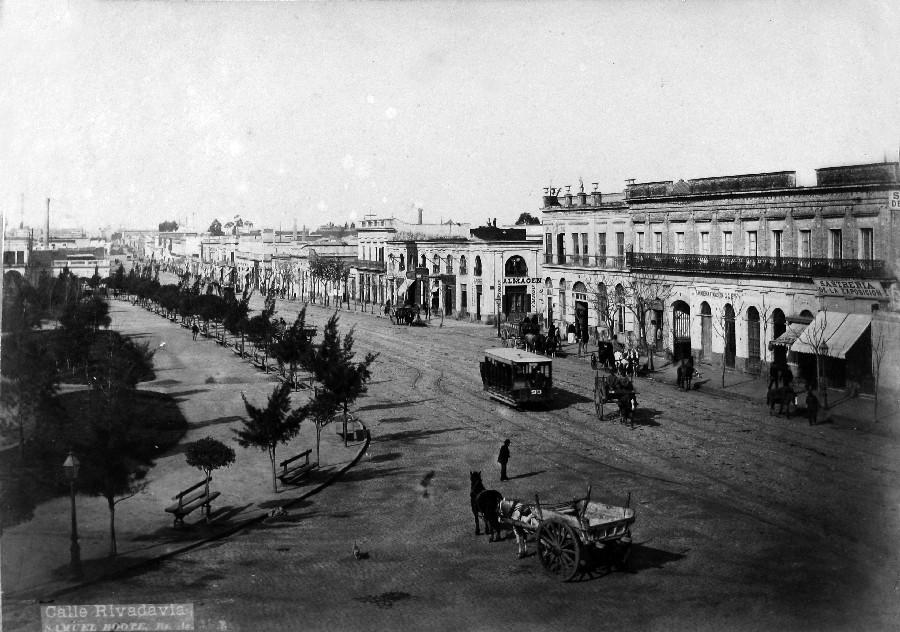
Пласа Мисерере в конце XIX века.

«Пласа Мисерере» (исп. Plaza Miserere) — одна из главных площадей в Буэнос-Айресе, Аргентина. Расположена в самом сердце района Бальванера. Названная в честь Антонио Гонсалеса Варелы, по прозвищу «Мисерере», но более известна как Пласа Онке, здесь расположена железнодорожная станция Once de Septiembre Железной дороги Ferrocarril Sarmiento.
Место, где находится площадь изначально известна как Пятая Мисерере или Корралес де Мисерере. В 1814 году здесь располагались бойни Мизерере, к 1850 году на этом месте появился Западный рынок. Благодаря этому с 11 сентября 1852 Пласа Мисерере называлась Рыночной площадью. В 1947 году она получила современное название.
На этой площади собрались добровольцы, которые отвоевали город когда в Буэнос-Айрес вторглись англичане в 1806 году и во время второго английского вторжения в 1807 году, войска англичан были побеждены в этом месте.
Рынок работал до 11 сентября 1882 года, когда мэр города Торквато де Альвеар начал реорганизацию площади. В 1913 году на площади появилась станция метро Пласа Мисерере.
В 1932 году на площади появился мавзолей Бернардино Ривадавия созданный скульптором Рохелио Урутиа, где его находится его могила, несмотря на его желание, чтобы его останки должны были находится за пределами Аргентины.

## Местоположение
Площадь расположена на проспекте Авенида Ривадавия 2800, на пересечении с проспектом Авенида Пуэйрредон и улиц Эквадор и Бартоломе Митре.
Рядом с площадью находится станция метро линии A Пласа Мисерере, станция линии Н Онсе и станция железной дороги Ferrocarril Domingo Faustino Sarmiento. Кроме того, в центре площади, есть велосипедные дорожки.

## Сегодня
В настоящее время в будни через площадь проходит до 200000 человек в день. В районе площади кроме метро и железной дороги, существует около 20 автобусных маршрутов. Бар La Perla del Once, расположенный на Пласа Мисерере, в нём выступали певцы Литто Неббиа, Тангуито и композитор Ла-Бальса в 1967 году, родина аргентинского рока.
В феврале 2007 года правительство страны провело реконструкцию железнодорожной станции Estación Once de Septiembre и зданий, окружающих площадь, где находились парковки автотранспорта будут расположены магазины, и офисы. Город получил на реконструкцию в 2008 инвестиций более чем на 10 млн аргентинских песо. На площади около 17 тыс. м² занимает парк.

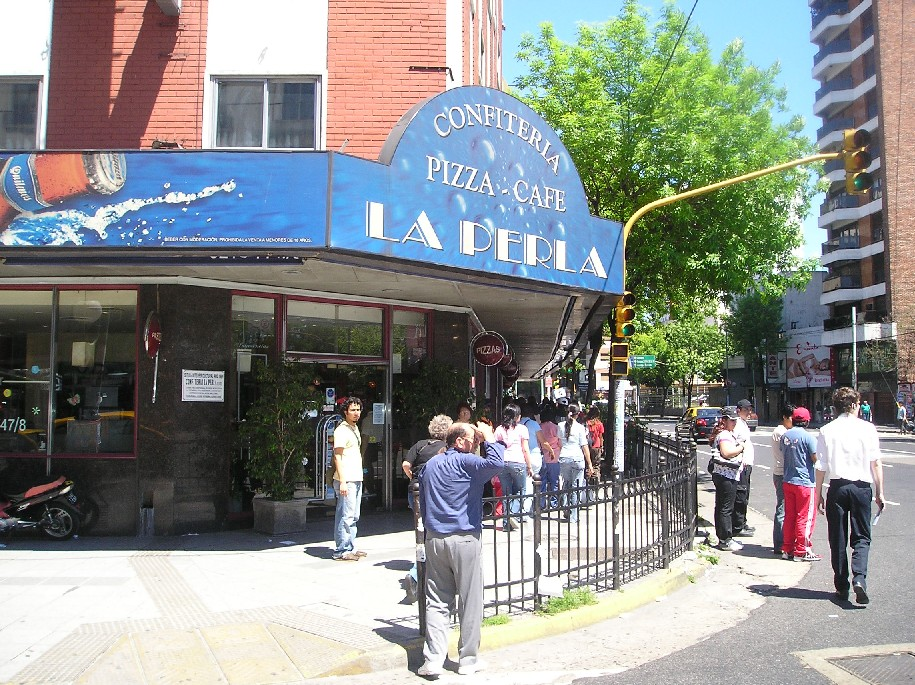
Бар La Perla del Once
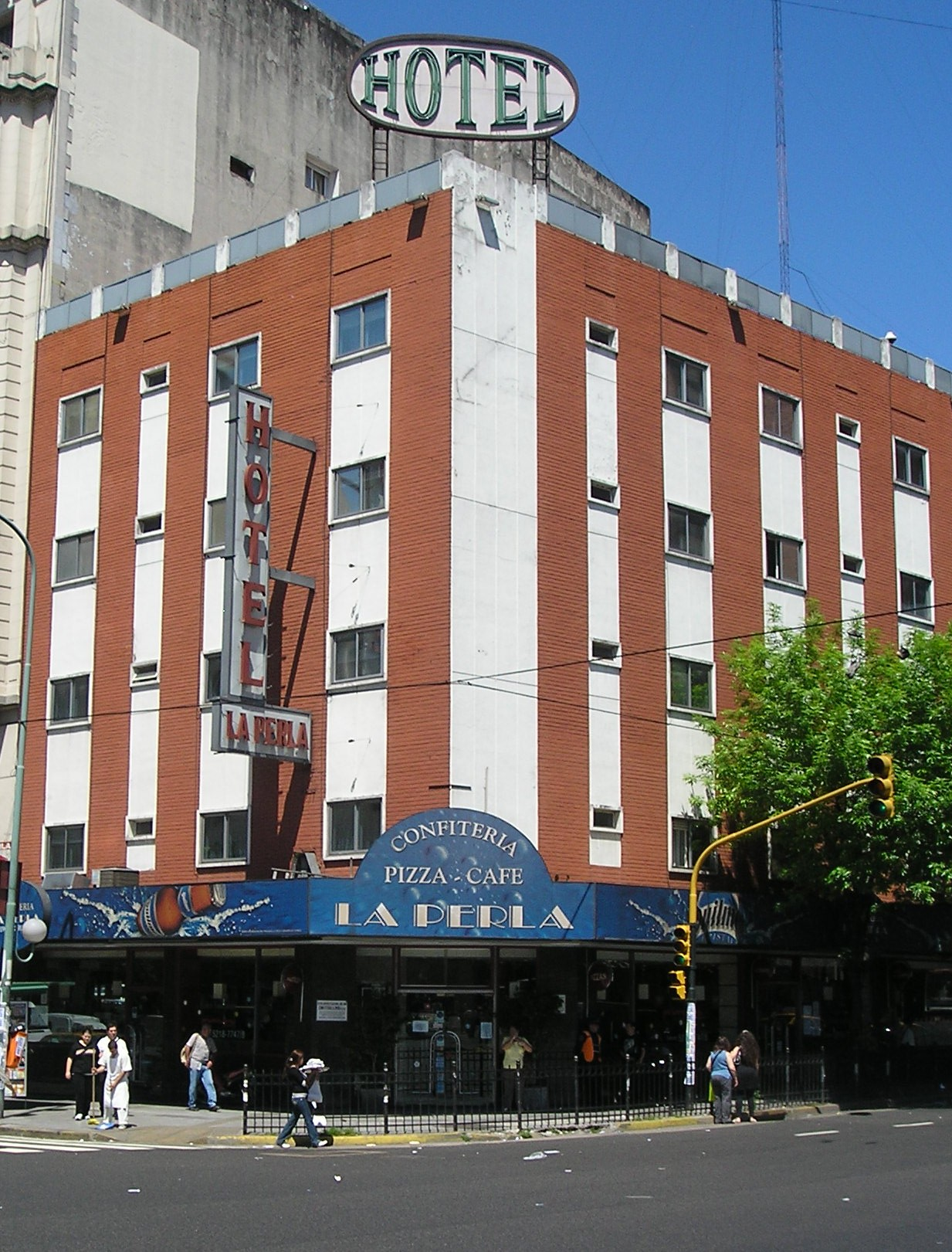
Бар La Perla del Once
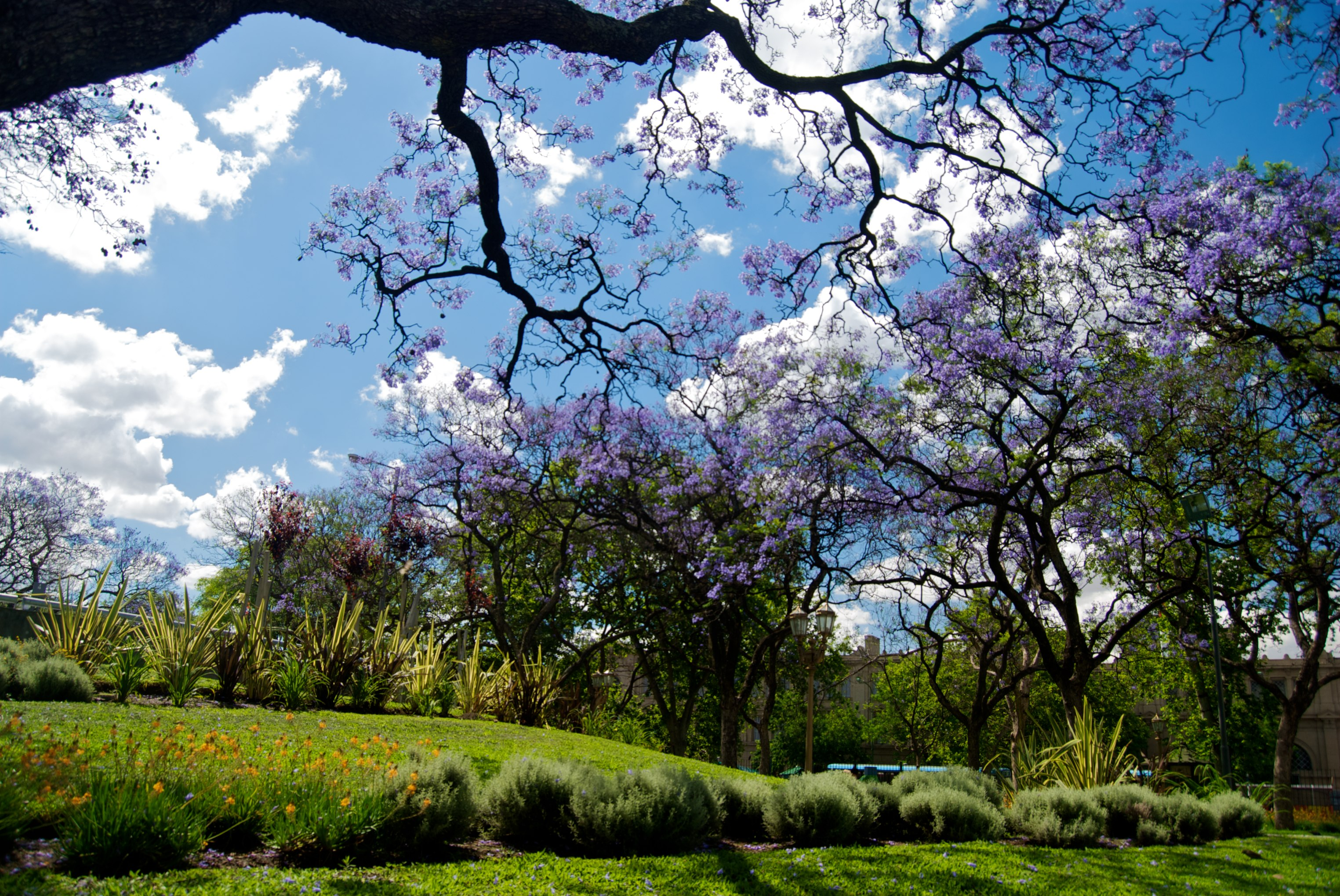
Парк
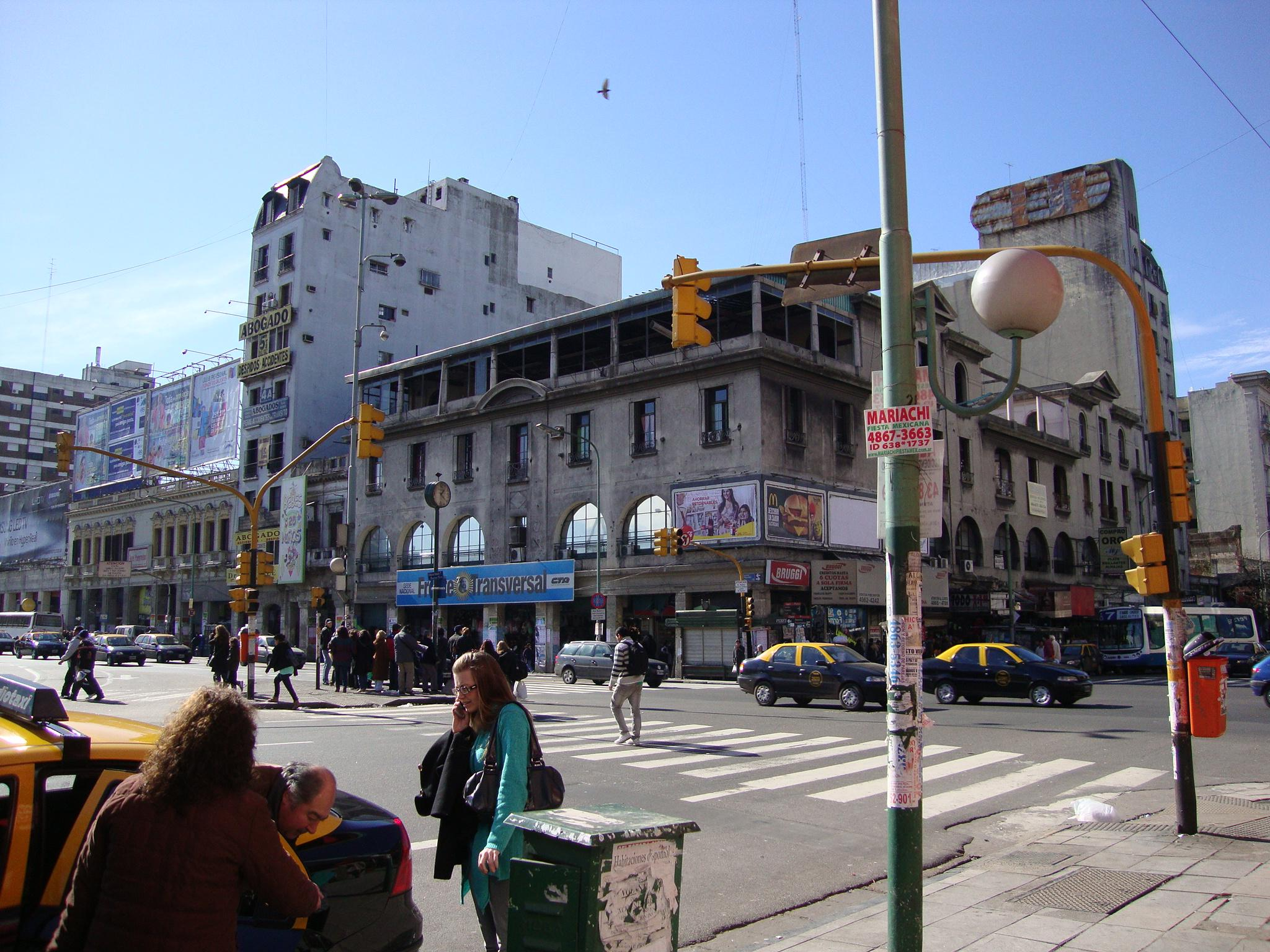
На пересечении с улицей Авенида Пуэйрредон
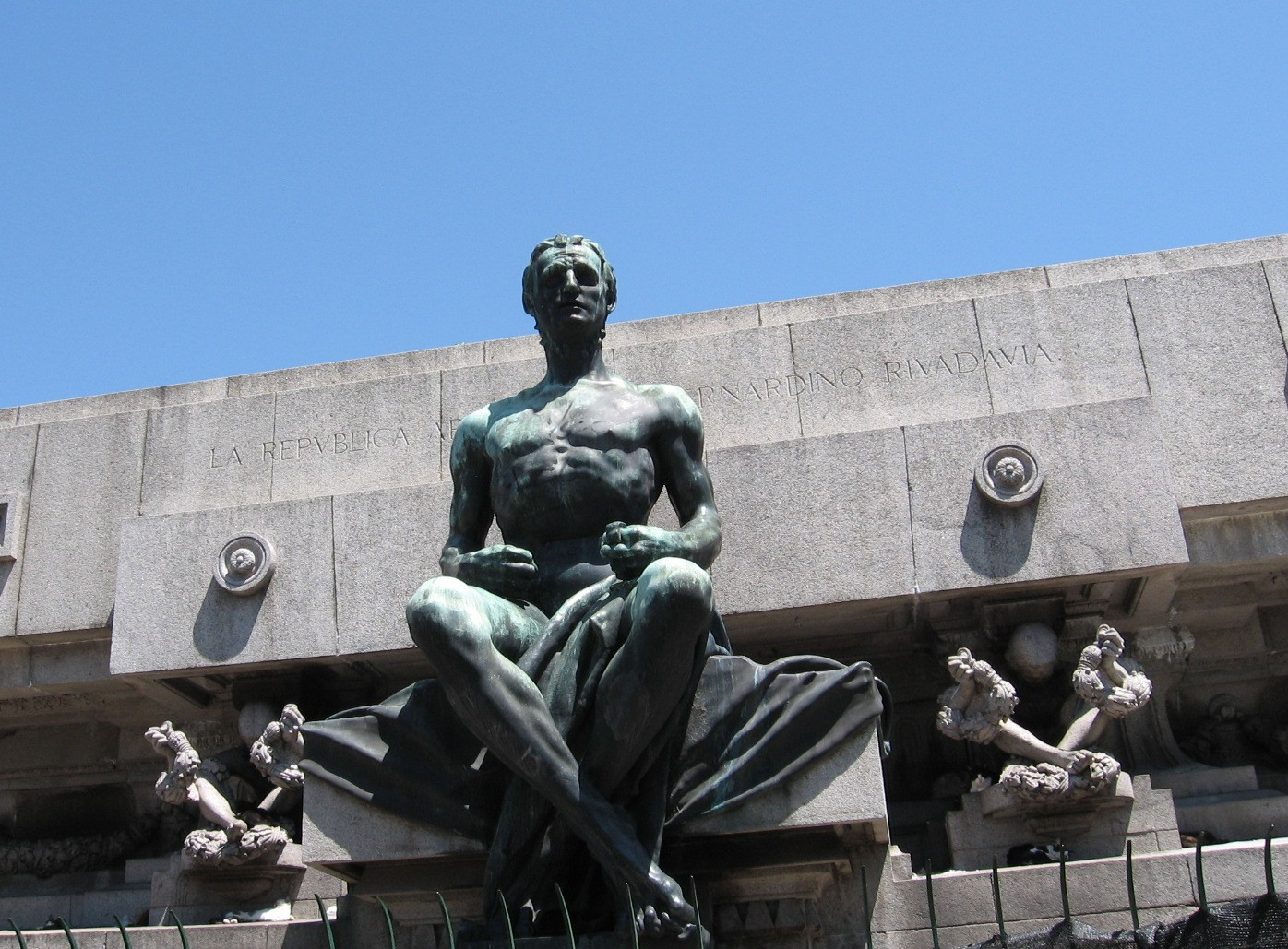
Мавзолей Бернардино Ривадавия созданный скульптором Рохелио Урутиа (Rogelio Yrurtia)